# Leif Freij
Leif Roland Freij est un lutteur suédois né le 29 mars 1943 à Malmö et mort le 17 juin 1998 dans la même ville. Il est le cousin du lutteur Roland Svensson.

## Palmarès

### Championnats du monde
- Médaille d'argent en lutte gréco-romaine dans la catégorie des moins de 63 kg en 1966 à Toledo

### Championnats d'Europe
- Médaille d'argent en lutte gréco-romaine dans la catégorie des moins de 63 kg en 1966 à Essen